# Acusações de abuso sexual contra Donald Trump
Desde a década de 1970, pelo menos 25 mulheres acusaram publicamente Donald Trump de estupro, beijos e apalpações sem consentimento, espiar por baixo de saias feminina entrar em vestiários de adolescentes nuas durante concursos de beleza. Trump negou todas as acusações. Ele possui um histórico de insultar e minimizar mulheres ao falar com a mídia e em redes sociais. Ele fez comentários lascivos, desvalorizou a aparência física de mulheres e usou epítetos pejorativos para se referir a elas.
Em outubro de 2016, dois dias antes do segundo debate presidencial [en] com Hillary Clinton, uma gravação de 2005 com um microfone aberto veio à tona, na qual Trump foi ouvido dizendo que "quando você é uma estrela, elas deixam você fazer. Você pode fazer qualquer coisa. ... Pegar elas pela vagina." A ampla exposição do incidente na mídia levou ao primeiro pedido público de desculpas de Trump durante a campanha e causou indignação em todo o espectro político.

## Visão geral
Donald Trump foi acusado de estupro, agressão sexual e assédio sexual, incluindo beijos ou apalpação sem consentimento, por pelo menos 25 mulheres desde a década de 1970.
Em junho de 2019, a escritora E. Jean Carroll alegou na revista New York que Trump a estuprou em um provador de uma loja de departamentos em 1995 ou 1996. Duas amigas de Carroll afirmaram que ela havia confidenciado o incidente anteriormente. Em novembro de 2019, Carroll entrou com uma ação por difamação contra Trump. Trump classificou a alegação como ficção e negou ter conhecido Carroll, apesar de uma foto publicada pela revista mostrar os dois juntos em uma festa em 1987.
Em novembro de 2022, Carroll entrou com uma ação contra Trump por agressão sob o Lei dos Sobreviventes Adultos [en]. Em 9 de maio de 2023, um júri de Nova York, em um caso cível [en], considerou Trump responsável por abuso sexual e difamação contra Carroll, mas não por estupro. Eles concederam a Carroll US$ 5 milhões em danos. Em julho de 2023, o juiz Kaplan afirmou que o júri concluiu que Trump havia estuprado Carroll segundo a definição comum da palavra, uma vez que determinaram que Trump havia penetrado forçada e não consensualmente a vagina de Carroll com os dedos. A definição de estupro do estado de Nova York na época limitava o termo à penetração vaginal não consensual por um pênis. Uma decisão parcial de julgamento sumário em setembro de 2023 considerou Trump novamente responsável por difamar Carroll. Em 26 de janeiro de 2024, Trump foi condenado a pagar a Carroll mais US$ 83,3 milhões em danos.
Outros litígios incluem a alegação de estupro de sua então esposa Ivana durante o divórcio em 1990 (ela posteriormente retratou-se); a ação de 1997 da empresária Jill Harth alegando quebra de contrato e assédio sexual (ela resolveu a primeira reivindicação e abandonou a última); e a alegação de má conduta sexual da ex-participante do The Apprentice Summer Zervos, seguida por uma ação por difamação em 2017 após Trump acusá-la de mentir (ela retirou o caso de difamação em 2021).
As alegações de Ivana Trump e Jill Harth tornaram-se públicas antes da candidatura presidencial de Trump, com as demais vindo a público após a divulgação da fita do Access Hollywood de 2005 durante a campanha presidencial de 2016, na qual Trump foi gravado vangloriando-se de que uma celebridade como ele "pode fazer qualquer coisa" com mulheres, incluindo "começar a beijá-las ... sem nem esperar" e "pegá-las pela vagina". Trump negou ter se comportado dessa forma com mulheres e pediu desculpas pela linguagem vulgar. Muitas de suas acusadoras afirmaram que as negações de Trump as motivaram a tornar suas acusações públicas.
Várias ex-participantes do Miss USA e Miss Teen USA acusaram Trump de entrar nos vestiários de concorrentes de concurso de beleza enquanto estavam em diferentes estágios de nudez. Trump já havia se referido a essa prática em uma entrevista de 2005 no The Howard Stern Show [en], dizendo que podia "se safar de coisas assim" porque era dono da franquia Miss Universo. Em outubro de 2019, o livro All the President's Women: Donald Trump and the Making of a Predator continha 43 alegações adicionais de má conduta sexual contra Trump.
Trump negou todas as acusações contra ele, afirmando ser vítima de viés da mídia, conspirações e uma campanha de difamação política. Em outubro de 2016, Trump prometeu publicamente processar todas as mulheres que fizeram acusações de má conduta sexual contra ele, bem como o The New York Times por publicar as alegações.

## Acusações judiciais contra Trump

### Ivana Trump (1989)
Ivana Trump e Donald Trump casaram-se em 1977. Ivana declarou em um depoimento em 1990, durante os procedimentos de divórcio, que Donald visitou seu cirurgião plástico e, posteriormente, expressou raiva, arrancando cabelos de seu couro cabeludo. Donald disse que a alegação era "obviamente falsa". O livro Lost Tycoon: The Many Lives of Donald Trump (1993), de Harry Hurt III, descreveu o suposto ataque como uma "agressão violenta" durante a qual Donald atacou Ivana sexualmente. Segundo o livro, Ivana confidenciou a alguns amigos que Donald a havia estuprado. Em uma declaração dada pouco antes da publicação do livro de Hurt e incluída no livro, Ivana afirmou:
Em uma ocasião em 1989, o Sr. Trump e eu tivemos relações conjugais nas quais ele se comportou de maneira muito diferente comigo do que durante nosso casamento. Como mulher, senti-me violada, pois o amor e a ternura que ele normalmente demonstrava por mim estavam ausentes. Eu me referi a isso como um "estupro", mas não quero que minhas palavras sejam interpretadas em um sentido literal ou criminal.
O divórcio dos Trumps foi concedido em dezembro de 1990 com base no tratamento "cruel e desumano" de Donald a Ivana, incluindo seu caso com Marla Maples. Segundo o advogado de Donald Trump, Jay Goldberg, isso se baseou no fato de Trump ter sido visto em público com Marla Maples em 1990. O acordo de divórcio continha uma cláusula de confidencialidade que impedia Ivana de discutir o casamento ou o divórcio. Em 1992, Trump processou Ivana por violar a cláusula de confidencialidade do acordo de divórcio ao divulgar fatos sobre ele em seu livro de grande sucesso, e Trump obteve uma ordem de silêncio.
Anos depois, Ivana disse que ela e Donald "são os melhores amigos". Em um endosso de campanha em julho de 2015, Ivana afirmou: "Recentemente, li alguns comentários atribuídos a mim de quase 30 anos atrás, em um momento de muita tensão durante meu divórcio de Donald. A história é totalmente sem mérito."

### Jill Harth (1992)
Jill Harth alegou que Trump a agrediu várias vezes. Harth afirmou que, em dezembro de 1992, enquanto jantava com Trump e seu então namorado George Houraney, Trump tentou colocar as mãos entre suas pernas. Harth e Houraney visitaram a propriedade de Trump em Mar-a-Lago na Flórida em janeiro de 1993 para uma celebração de assinatura de contrato. Trump, segundo Harth, ofereceu-lhe uma visita antes de puxá-la para o quarto vazio de sua filha Ivanka. "Eu estava admirando a decoração, e de repente ele me empurrou contra a parede e colocou as mãos em mim. Ele estava tentando me beijar. Eu estava em pânico." Harth diz que protestou desesperadamente contra os avanços de Trump e conseguiu fugir do quarto. Ela e seu namorado partiram em vez de passar a noite, como planejado. Após seu noivado, Harth alega, Trump começou a persegui-la.
Harth entrou com uma ação em 1997 na qual acusou Trump de apalpação não consensual de seu corpo, incluindo suas "partes íntimas privadas", e assédio sexual "incessante". A ação foi retirada após Houraney chegar a um acordo com Trump por um valor não revelado em uma ação que alegava que Trump havia desistido de um acordo comercial. Ela ainda afirma ter sido agredida sexualmente, e, embora ele nunca tenha sido violento com ela, diz que suas ações foram "indesejadas e agressivas, muito sexualmente agressivas".
Após o incidente, Harth disse que precisou de "alguns anos de terapia". Em 2015, ela contatou a campanha de Trump para conseguir um emprego como maquiadora e vender sua linha de produtos cosméticos masculinos. Ela disse posteriormente: "Sim, eu segui em frente, mas não esqueci a dor que [Trump] trouxe para minha vida. Eu estava mais velha, mais sábia. Trump era casado com Melania e eu esperava que ele fosse um homem mudado." Ela trabalhou em um dos comícios de Trump como maquiadora. Sobre a experiência, ela disse: "Sou maquiadora. O cara é um desastre, OK? Ele realmente precisava dos meus serviços, e eu sou uma maquiadora que precisa de um emprego. Por que, se eu estava em termos amigáveis, não tentaria conseguir esse trabalho?"
O processo de Harth foi publicado pela primeira vez em fevereiro de 2016 pelo LawNewz.com. Seu caso foi publicado em maio de 2016 no artigo do The New York Times "Crossing the Line". Trump caracterizou sua história no Times como "falsa, maliciosa e difamatória" e disse que "nega veementemente as acusações". Harth manteve suas acusações em uma entrevista de julho de 2016 com o The Guardian. Em outubro de 2016, ela disse que, se processada por Trump, pretende contra-processar.

### Katie Johnson/Jane Doe (1994)
Em abril de 2016, uma mulher anônima usando o pseudônimo "Katie Johnson" entrou com uma ação na Califórnia acusando Trump e Jeffrey Epstein de estuprá-la à força quando ela tinha 13 anos em festas sexuais com menores na residência de Epstein em Manhattan, em 1994. O caso foi arquivado no mês seguinte. Uma segunda versão do processo foi apresentada em Nova York em junho pela mesma mulher, agora como "Jane Doe", alegando ter sido estuprada ou agredida sexualmente pelos dois em quatro festas de 1994, quando ela tinha 13 anos. O processo foi reapresentado em setembro, e em 2 de novembro, Doe estava programada para aparecer em uma coletiva de imprensa no escritório de Lisa Bloom, mas cancelou abruptamente; Bloom disse que Jane Doe havia recebido várias ameaças.
Eu implorei alto para que o Réu Trump parasse, mas ele não parou", escreveu Jane Doe em uma declaração formal que acompanhou seus processos recentes. "O Réu Trump respondeu aos meus apelos me acertando violentamente no rosto com a mão aberta e gritando que faria o que quisesse. ... Imediatamente após este estupro, o Réu Trump me ameaçou, dizendo que, se eu revelasse algum dos detalhes do abuso sexual e físico do Réu Trump contra mim, minha família e eu sofreríamos danos físicos ou até seríamos mortos.
O processo foi retirado dois dias depois.
Uma investigação de julho do The Guardian afirmou que os processos pareciam ser organizados por Norm Lubow, "que já foi associado a uma série de reivindicações contestadas envolvendo celebridades, incluindo OJ Simpson e Kurt Cobain." Outro proeminente defensor da acusação de Doe foi o conservador, ativista Nunca Trump Steve Baer. Doe identificou Trump a partir de seu programa de TV The Apprentice anos após os ataques.

### E. Jean Carroll (1996)
Em 4 de novembro de 2019, a escritora E. Jean Carroll entrou com uma ação contra Trump, acusando-o de difamação por alegar que ela mentiu sobre ele tê-la estuprado em 1995 ou 1996. Carroll divulgou publicamente a suposta agressão sexual por Trump em junho e disse que a reação de Trump prejudicou diretamente sua carreira e reputação. Carroll afirmou que estava entrando com o processo em nome de cada mulher que enfrentou assédio, agressão ou depreciação. Trump afirmou que a alegação de Carroll era uma estratégia de promoção para seu livro intitulado What Do We Need Men For? A Modest Proposal, onde ela detalha a suposta agressão. O Secretário de Imprensa da Casa Branca respondeu ao processo, chamando-o de "frívolo" e afirmando que a história era falsa, "assim como a autora".
Em setembro de 2020, o Departamento de Justiça argumentou que Trump agiu "no âmbito" da presidência quando chamou Carroll de mentirosa, transferiu o caso de um tribunal estadual (que recentemente negou o pedido de Trump para adiar o caso) para um tribunal federal e buscou assumir sua defesa. Durante a fase de descoberta, Trump poderia ter sido obrigado a depor e fornecer uma amostra de DNA. O Procurador-Geral Bill Barr citou o Lei Westfall como permitindo que o Departamento de Justiça defendesse funcionários federais contra responsabilidade civil por atos realizados no curso normal de suas funções. Barr afirmou que a Casa Branca solicitou a ação do Departamento de Justiça e observou que os contribuintes pagariam qualquer indenização caso Carroll vencesse o caso. Como os funcionários do governo geralmente gozam de imunidade contra processos por difamação, o Departamento de Justiça argumentou que Trump falou em sua capacidade oficial como presidente. Em 27 de outubro, o juiz federal Lewis Kaplan rejeitou esse argumento e permitiu que o processo prosseguisse, considerando as ações de Trump como de um cidadão privado, e não como um funcionário de uma agência federal (como alegou o Departamento de Justiça), pois Trump ocupava um cargo definido na Constituição, que é uma categoria distinta. Em 20 de novembro, Kaplan ordenou que os antigos advogados privados de Trump retomassem sua representação no caso. Em 25 de novembro, o Departamento de Justiça recorreu da decisão de Kaplan no Tribunal de Apelações dos Estados Unidos para o Segundo Circuito.
Em junho de 2021, o Departamento de Justiça argumentou em um documento judicial que deveria substituir Trump como réu no caso, pois ele agiu como funcionário federal.
Carroll entrou com um segundo processo contra Trump em novembro de 2022, renovando sua alegação de difamação devido a declarações adicionais feitas por Trump e expandindo sua reivindicação para agressão sob a Lei dos Sobreviventes Adultos, uma lei de Nova York que permite que vítimas de agressão sexual apresentem ações civis após o término dos prazos de prescrição. O julgamento de E. Jean Carroll v. Donald J. Trump começou em 25 de abril de 2023, no tribunal federal do Tribunal Distrital dos Estados Unidos para o Distrito Sul de Nova York. Em 9 de maio, após deliberar por menos de três horas, um júri de seis homens e três mulheres no tribunal federal de Manhattan considerou Trump unanimemente responsável por abusar sexualmente de Carroll e difamá-la ao chamá-la de mentirosa, rejeitando sua negação das alegações, embora não o considerassem responsável por estupro. O júri concedeu a Carroll US$ 5 milhões em danos compensatórios e punitivos.
Uma decisão parcial de julgamento sumário em setembro de 2023 considerou Trump responsável por difamar Carroll por meio de suas declarações feitas em 2019. Um julgamento realizado de 16 a 26 de janeiro de 2024 concedeu a Carroll mais US$ 83,3 milhões em danos.
Trump entrou com um contra-processo contra Carroll, mas o juiz rejeitou o caso e escreveu que a acusação de "estupro" de Carroll é "substancialmente verdadeira".
O julgamento de US$ 5 milhões contra Trump "por difamação e abuso sexual" foi mantido em apelação em 30 de dezembro de 2024.

### Summer Zervos (2007)
Summer Zervos foi uma participante da quinta temporada de The Apprentice, que foi filmada em 2005 e exibida em 2006. Posteriormente, ela contatou Trump em 2007, sobre uma oferta de emprego após a conclusão do programa, e ele a convidou para encontrá-lo no The Beverly Hills Hotel [en]. Zervos disse que Trump foi sexualmente sugestivo durante o encontro, beijando-a de boca aberta, apalpando seus seios e esfregando seus genitais contra ela. Ela também afirmou que o comportamento dele foi agressivo e não consensual. Zervos foi representada pela advogada Gloria Allred, e posteriormente por Beth Wilkinson e Moira Penza, com quem ela optou por encerrar o caso em 2021.
John Barry, seu primo e apoiador de Trump, disse que Zervos falou com sua família e amigos sobre Trump, promovendo sua candidatura e afirmando como Trump a ajudou em sua vida. Barry disse que, durante a campanha primária presidencial, Zervos convidou Trump para seu restaurante, e ele recusou. Em outubro de 2016, a campanha presidencial de Trump divulgou um e-mail de Zervos, enviado à secretária de Trump em abril de 2016, no qual ela dizia: "Gostaria muito de me reconectar neste momento. Ele saberá que minhas intenções são genuínas." Zervos disse que pretendia confrontar Trump e dar a ele a "oportunidade de esclarecer as coisas". Em 21 de abril, ela enviou outro e-mail à assistente de Trump, pedindo que fosse encaminhado a ele, no qual afirmava: "Fiquei incrivelmente magoada com nossa interação anterior."
Em 17 de janeiro de 2017, Zervos entrou com um processo de difamação contra Trump, decorrente de sua declaração de que ela mentiu sobre as alegações. Marc Kasowitz defendeu Trump no caso. Zervos apresentou uma intimação para "todos os documentos referentes a qualquer mulher que afirmou que Donald J. Trump a tocou de forma inadequada". Em 21 de março de 2018, uma juíza da Suprema Corte de Nova York decidiu permitir que o processo de difamação contra o Presidente prosseguisse. Em 4 de junho de 2018, a juíza da Suprema Corte de Manhattan, Jennifer Schecter, determinou que Trump deveria ser deposto até 31 de janeiro de 2019.
Desde 9 de setembro de 2018, Trump deveria fornecer respostas por escrito sob juramento no processo de difamação.
Em 14 de março de 2019, um tribunal de apelações de Nova York rejeitou o argumento do Presidente Trump de que a Constituição o tornava imune a processos estaduais, abrindo caminho para o processo de difamação. Em 2 de novembro de 2019, Trump concordou em ser interrogado sob juramento até 31 de janeiro de 2020.
Em janeiro de 2020, um tribunal de apelação intermediário de Nova York suspendeu o processo de difamação até que um tribunal de apelações de Nova York pudesse decidir o destino do caso. A suspensão do caso também adiou o prazo de 31 de janeiro de 2020 para Trump depor.
Em fevereiro de 2021, após a derrota de Trump na eleição presidencial de 2020, Zervos reapresentou o processo, argumentando que Trump não poderia mais usar o argumento legal de que a imunidade presidencial o protegia de litígios, pois não era mais presidente. Em 30 de março de 2021, o Corte de Apelações do Estado de Nova York decidiu a seu favor. Trump foi instruído a prestar um depoimento até 23 de dezembro de 2021. Em 12 de novembro, Zervos retirou-se do caso. Seus advogados disseram que Trump não a pagou para retirar o processo e que ela "garantiu o direito de falar livremente sobre sua experiência".

### Alva Johnson (2016)
Em 25 de fevereiro de 2019, Alva Johnson entrou com uma ação contra Trump, alegando que ele a beijou à força em um comício na Flórida em agosto de 2016, enquanto ela trabalhava em sua campanha presidencial de 2016. Johnson disse que duas pessoas, incluindo Pam Bondi, então procuradora-geral da Flórida, testemunharam o beijo, mas ambas negaram tê-lo visto. Em uma entrevista com a Teen Vogue, Johnson afirmou que decidiu parar de trabalhar para a campanha de Trump após a mídia começar a cobrir a fita do Access Hollywood. Ela declarou dias de licença médica até poder consultar um advogado. Além da "atenção sexual indesejada", o processo também alega que Johnson foi "vítima de discriminação racial e discriminação de gênero por meio de pagamento desigual". Em resposta, a Secretária de Imprensa da Casa Branca Sarah Huckabee Sanders chamou o processo de "absurdo à primeira vista".
Em 14 de junho de 2019, o tribunal julgou a queixa sem prejuízo, permitindo que Johnson apresentasse uma acusação de agressão sem descrições de outros supostos atos de agressão sexual de Trump e fornecesse detalhes necessários sobre as alegações de discriminação. Em 4 de setembro de 2019, Johnson apresentou uma notificação de que não apresentaria uma queixa alterada, encerrando o processo. Johnson decidiu abandonar o processo porque estava "enfrentando um juiz que questiona abertamente se o beijo justifica um processo federal e determinou que o histórico de comportamento de Trump não é relevante, e eu enfrentei ameaças contínuas à minha segurança".

## Publicação doThe New York Timesde maio de 2016
Em maio de 2016, o The New York Times publicou o artigo "Cruzando a Linha: Como Donald Trump se Comportou com Mulheres em Particular". Para o artigo, os repórteres do Times Michael Barbaro e Megan Twohey conduziram 50 entrevistas com mulheres que conheceram Trump socialmente, durante suas carreiras profissionais, ou enquanto modelavam ou competiam por um título de concurso de beleza.
Outras mulheres entrevistadas para a história, algumas das quais trabalharam para Trump, afirmaram que não receberam avanços indesejados e que "nunca souberam que Trump objetificava mulheres ou as tratava com desrespeito". Jill Martin, vice-presidente e assistente jurídica da empresa, disse que Trump a apoiava em seu papel como mãe. Laura Kirilova Chukanov, uma imigrante búlgara e concorrente do concurso Miss USA de 2009, disse que Trump a ajudou a fazer contatos para um documentário que ela estava produzindo sobre seu país de origem.
Rowanne Brewer Lane, ex-namorada de Trump, foi citada extensivamente no artigo e apareceu na anedota de abertura. Após a publicação do artigo, Brewer Lane acusou o The New York Times de tirar suas citações de contexto e disse que se sentiu "lisonjeada" e não insultada por Trump. O porta-voz de Trump, Barry Bennett, respondeu à história afirmando: "Eles falaram com 50 mulheres e conseguiram colocar sete ou oito na história. Mais da metade delas tinha coisas ótimas a dizer. A que tinha coisas ótimas a dizer, eles distorceram e a chamaram de degradada, o que não é como ela se sente." O The New York Times defendeu a história e disse que Brewer Lane foi "citada de forma justa, precisa e extensivamente".

## Controvérsia da gravação e segundo debate presidencial de 2016

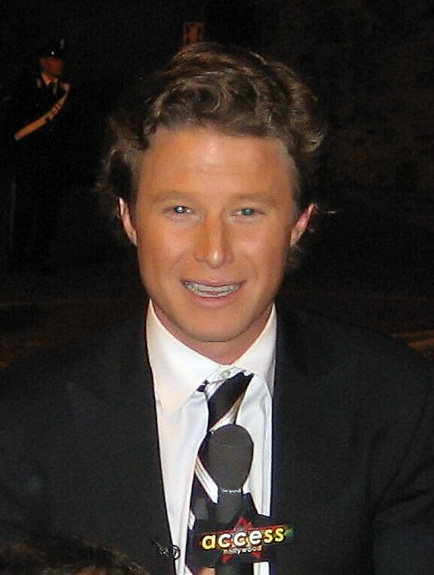
Billy Bush foi gravado tendo "uma conversa extremamente obscena sobre mulheres" com Trump em 2005.

Dois dias antes do segundo debate presidencial de 2016, a fita do Access Hollywood de 2005 foi divulgada, na qual Trump é gravado tendo "uma conversa extremamente obscena sobre mulheres", na qual ele descreveu ser capaz de beijar e apalpar mulheres porque era "uma estrela": "Você sabe que eu sou automaticamente atraído por mulheres bonitas — eu simplesmente começo a beijá-las. É como um ímã. Apenas beijo. Eu nem espero. E quando você é uma estrela, elas deixam você fazer isso, você pode fazer qualquer coisa... agarrá-las pela vagina. Você pode fazer qualquer coisa." Muitos advogados e comentaristas da mídia afirmaram que as declarações de Trump descreviam agressão sexual. Trump e alguns de seus apoiadores afirmam que Trump não disse que cometeu uma agressão sexual ou alegaram que apalpar não é agressão sexual. A jornalista Emily Crockett diz que isso é mais uma evidência de uma tendência de minimizar agressões sexuais contra mulheres. John Banzhaf, professor de direito de interesse público na George Washington University, afirmou que "se Trump de repente e sem aviso alcançasse e agarrasse a vagina ou o seio de uma mulher, isso claramente constituiria agressão sexual", e que os comentários de Trump podem implicar consentimento, apontando para a declaração de Trump "e quando você é uma estrela, elas deixam você fazer isso. Você pode fazer qualquer coisa."
Em 7 de outubro, Trump divulgou um comunicado em vídeo no qual afirmou: "Eu disse isso, estava errado e peço desculpas." Ele chamou o desenvolvimento de uma distração e tentou desviar a atenção para os Clintons, e em particular para os escândalos de agressão sexual envolvendo Bill Clinton. Críticos republicanos pediram que ele se retirasse da corrida presidencial.
Durante o segundo debate, Anderson Cooper perguntou a Trump se ele entendia que havia se vangloriado de agredir sexualmente mulheres. Cooper usou a definição de agressão sexual do Departamento de Justiça, que inclui "qualquer tipo de contato ou comportamento sexual que ocorra sem o consentimento explícito do destinatário". Trump negou ter dito que agrediu sexualmente mulheres. Ele afirmou que os comentários eram apenas "conversa de vestiário", e, após ser questionado três vezes se havia beijado ou apalpado alguém sem consentimento, disse "não, eu não fiz". Várias de suas acusadoras subsequentes disseram que esse foi o momento em que se sentiram motivadas a se manifestar.

## Alegações públicas desde 2016

### Jessica Leeds (década de 1980)
No início da década de 1980, Leeds era uma empresária em uma companhia de papel em um voo do Meio-Oeste, retornando para Nova York. Uma comissária de bordo ofereceu a ela um assento vazio na cabine de primeira classe ao lado de Trump. Leeds alegou que cerca de 45 minutos após a decolagem, Trump levantou o apoio de braço e começou a tocá-la, agarrando seus seios e tentando colocar a mão por baixo de sua saia. "Ele era como um polvo", disse ela. "Suas mãos estavam por toda parte. Foi uma agressão." Leeds disse que enviou uma carta contendo suas alegações ao editor do The New York Times. Sua história foi publicada pelo The New York Times em outubro de 2016, junto com o relato de Rachel Crooks.
O porta-voz de Trump, Jason Miller, respondeu à alegação chamando-a de "ficção". Miller afirmou que as acusações eram politicamente motivadas, dizendo que "para isso só se tornar público décadas depois, no último mês de uma campanha para presidente, diz tudo". Trump ameaçou publicamente processar o Times pela publicação da alegação e exigiu uma retratação. O Times rejeitou a exigência de retratação de Trump, e Trump nunca seguiu adiante com sua ameaça de tomar medidas legais contra a empresa. Uma suposta testemunha do caso, que afirmou não ter visto "nada de inadequado" durante o voo, foi Anthony Gilberthorpe, ex-conselheiro do condado do Partido Conservador Britânico de Gloucestershire. Gilberthorpe já fez alegações falsas contra políticos anteriormente.

### Kristin Anderson (década de 1990)
Em 14 de outubro de 2016, o jornal The Washington Post publicou uma denúncia de Kristin Anderson. Anderson alegou que Donald Trump a apalpou por baixo de sua saia em uma boate em Manhattan no início da década de 1990. Na época, ela era uma aspirante a modelo e compartilhou o ocorrido com amigos, decidindo tornar a história pública após ler relatos de outras mulheres que fizeram o mesmo. Anderson acredita que o suposto assédio ocorreu no China Club, uma boate em Manhattan que o jornal Newsday descreveu como o "ninho de segunda-feira à noite de Donald" devido ao suposto hábito de Trump de abordar mulheres no local.

### Stacey Williams (1993)
Em 23 de outubro de 2024, a ex-modelo da Sports Illustrated, Stacey Williams, alegou que Trump a apalpou em 1993 enquanto Jeffrey Epstein observava.
Williams relatou ao The Guardian que Trump e Epstein eram "muito, muito amigos e passavam muito tempo juntos". Em 2017, Epstein afirmou ao jornalista Michael Wolff que ele havia sido o "melhor amigo de Donald Trump por 10 anos".

### Lisa Boyne (1996)
Em 13 de outubro de 2016, o The Huffington Post noticiou uma denúncia de Lisa Boyne. Boyne afirmou que Sonja Morgan (então Sonja Tremont) a convidou para um jantar com Trump, o agente de modelos John Casablancas e cinco ou seis modelos. Boyne alegou que Trump fez as modelos desfilarem sobre a mesa, olhou por baixo de suas saias e comentou se estavam usando roupas íntimas. Morgan confirmou ao The Huffington Post que o jantar ocorreu com esses participantes, mas não se lembrou de comportamento indecoroso por parte de Trump, declarando: "Mas eu sou conhecida por dançar em cima de mesas." Boyne disse que ligou para sua colega de quarto, Karen Beatrice, na mesma noite para relatar o incidente. O The Huffington Post entrou em contato com Beatrice, que negou ter recebido tal ligação.

### Cathy Heller (1997)
Em 15 de outubro de 2016, o The Guardian reportou uma denúncia de Cathy Heller, que afirmou ter sido agarrada e beijada por Donald Trump duas décadas antes. Heller relatou que, em 1997, ela conheceu Trump durante um brunch do Dia das Mães com seus filhos, seu marido e os pais de seu marido na propriedade de Mar-a-Lago. Seus sogros eram membros do clube Mar-a-Lago. Heller foi apresentada a Trump, que ficou irritado quando ela evitou um beijo. Ele então a "agarrou" e, ao tentar beijá-la, ela virou a cabeça. Trump a beijou ao lado da boca "por um tempo um pouco longo demais" e depois a deixou.
O marido e os filhos de Heller, que estavam presentes no evento, corroboraram seu relato. No verão de 2015, os membros do grupo de mahjong de Heller ouviram seu relato do incidente de 1997, pouco depois de Trump anunciar sua candidatura. Ela decidiu tornar o caso público após assistir ao segundo debate presidencial em 9 de outubro de 2016. Heller é uma democrata registrada e apoiadora pública de Hillary Clinton.
O porta-voz da campanha de Trump, Jason Miller, afirmou que o relato de Heller é "falso" e "motivado politicamente".

### Temple Taggart McDowell (1997)
Em maio de 2016, o The New York Times publicou denúncias de Temple Taggart McDowell. McDowell, que foi Miss Utah USA em 1997, acusou Trump de beijos e abraços indesejados que a deixaram, segundo ela, tão desconfortável que, de acordo com seu relato, ela foi instruída a não ficar sozinha com ele novamente. McDowell afirmou que uma acompanhante estava com ela ao visitar o escritório de Trump. Na época, McDowell tinha 21 anos e era conhecida como Temple Taggart.
McDowell compartilhou sua história inicialmente com o The New York Times em maio de 2016, publicada no artigo "Crossing the Line: How Donald Trump Behaved With Women in Private". Ela não pretendia falar publicamente sobre os incidentes novamente, mas recebeu várias ligações após a publicação do artigo e, como mãe, sentiu que era essencial transmitir uma mensagem sobre avanços indesejados: "Você tem o direito de dizer não. Você tem o direito de sair de lá. Você tem o direito de ir embora e de fazer com que se sintam desconfortáveis se estão te deixando desconfortável", disse ela. Trump afirmou que não a conhecia e negou as alegações de McDowell. Ele também disse ao The New York Times que é "relutante em beijar estranhos nos lábios".
Taggart McDowell afirmou ser republicana e que não fez a denúncia para apoiar Hillary Clinton.

### Amy Dorris (1997)
A ex-modelo Amy Dorris relatou em setembro de 2020 que ela e seu namorado, Jason Binn, compareceram ao US Open de 1997 com Donald Trump, descrito por Binn como seu melhor amigo. Ela alega que Trump a apalpou e a beijou sem seu consentimento durante o evento:
| “ | Ela acusou Trump de forçar a língua em sua garganta, tocar seu corpo inteiro e segurá-la em um aperto do qual ela não conseguia escapar, ignorando seus pedidos para parar. "Suas mãos estavam muito atrevidas e por todo o meu bumbum, meus seios, minhas costas, tudo", disse ela, lembrando como usou os dentes para tentar forçar a língua dele para fora de sua boca. "Eu me senti encurralada." ... "Parecia que havia tentáculos em mim que eu não conseguia arrancar", disse ela. "Eu tentava tirar os braços dele de cima de mim, mas eles não saíam porque eu não era forte o suficiente." | ” |

O The Guardian confirmou que ela relatou o incidente imediatamente à sua mãe e a um amigo em Nova York, além de ter compartilhado a história com seu terapeuta e outros amigos ao longo dos anos. Trump negou a alegação por meio de seus advogados. A ex-modelo Caron Bernstein afirmou que seu marido era o amigo de Nova York e que Dorris lhe contou sobre o assédio em 2008.

### Karena Virginia (1998)
Em uma coletiva de imprensa em outubro de 2016 com a advogada Gloria Allred, a instrutora de ioga e coach de vida Karena Virginia afirmou que, em 1998, Trump agarrou seu braço e tocou seu seio. Virginia, então com 27 anos, estava esperando por um transporte após o US Open em Queens, Nova York. Ela relatou que Trump, a quem não conhecia previamente, aproximou-se com um pequeno grupo de homens, comentando sobre suas pernas, antes de agarrar seu braço direito. Virginia prosseguiu: "Então, sua mão tocou o lado direito do meu seio. Fiquei em choque. Eu recuei. 'Você não sabe quem eu sou? Você não sabe quem eu sou?' — foi o que ele me disse. Eu me senti intimidada e impotente."
A porta-voz da campanha de Trump, Jessica Ditto, respondeu à alegação com uma declaração que dizia, em parte: "A desacreditada operadora política Gloria Allred, em outro ataque coordenado e em busca de publicidade com a campanha de Clinton, não parará por nada para difamar o Sr. Trump."

### Karen Johnson (início dos anos 2000)
No livro de Barry Levine e Monique El-Faizy, All the President's Women: Donald Trump and the Making of a Predator, Karen Johnson alegou que participou de uma festa de Ano Novo na propriedade de Trump em Mar-a-Lago, onde Trump a agarrou pelos genitais, a puxou para trás de uma tapeçaria e a beijou à força. Johnson também alegou que, dias após o incidente, Trump ligou para ela repetidamente (sem que ela tivesse dado seu número de telefone), oferecendo-se para levá-la de avião para encontrá-lo, o que ela recusou. O livro afirma que Johnson contou a um amigo sobre o incidente anos antes de Trump concorrer à presidência.

### Mindy McGillivray (2003)
Em um artigo de outubro de 2016 do The Palm Beach Post, Mindy McGillivray afirmou que, em janeiro de 2003, quando tinha 23 anos, foi apalpada por Trump em sua propriedade em Mar-a-Lago. Ela disse: "De repente, senti um agarrão, um pequeno empurrão. Pensei que era a bolsa de câmera do meu amigo Ken Davidoff, esse foi meu primeiro instinto. Virei-me e lá estava o Donald. Ele meio que desviou o olhar rapidamente." Ken Davidoff, um fotógrafo, corroborou o relato de McGillivray, dizendo que se lembrava dela puxando-o de lado momentos após o suposto incidente para dizer "Donald acabou de agarrar minha bunda!"
McGillivray disse que "optou por ficar quieta" e nunca denunciou o incidente às autoridades. Ela compartilhou detalhes do incidente apenas com familiares próximos e amigos até ouvir Trump negar tal comportamento durante o segundo debate presidencial em 9 de outubro de 2016. Hope Hicks, secretária de imprensa de Trump, disse que as alegações de McGillivray não tinham "nenhum mérito ou veracidade" e eram falsas.
O irmão de Ken Davidoff, Darryl Davidoff, disse que também estava presente na ocasião em Mar-a-Lago e que, na sua opinião, McGillivray está mentindo. Segundo Darryl: "Não acredito que isso realmente aconteceu. Ninguém viu acontecer e ela só queria estar no centro das atenções."

### Rachel Crooks (2005)
Em 2005, Rachel Crooks era uma recepcionista de 22 anos na Bayrock Group, uma empresa de investimento e desenvolvimento imobiliário na Trump Tower em Manhattan. Ela diz que encontrou Trump em um elevador no prédio uma manhã e se virou para se apresentar. Eles apertaram as mãos, mas Trump não soltou. Em vez disso, ele começou a beijar suas bochechas e, em seguida, diretamente na boca. "Foi tão inadequado", lembrou Crooks em uma entrevista. "Fiquei tão chateada que ele pensou que eu era tão insignificante que ele poderia fazer isso." Sua história foi publicada pelo The New York Times em outubro de 2016, junto com a de Jessica Leeds. Trump contestou as alegações de Crooks, escrevendo no Twitter, "Quem faria isso em um espaço público com câmeras de segurança ao vivo funcionando?" Crooks é uma apoiadora pública e doadora da campanha presidencial de Hillary Clinton.

### Natasha Stoynoff (2005)
A autora e jornalista canadense Natasha Stoynoff, que escreveu para a People e, anteriormente, para o Toronto Star e o Toronto Sun, foi à propriedade de Trump na Flórida em dezembro de 2005 para entrevistar ele e sua esposa, Melania. Enquanto estava lá, Trump deu a Stoynoff um tour pela propriedade de Mar-a-Lago. Ela diz que durante esse tour, ele a empurrou contra uma parede e forçou a língua em sua boca.
Stoynoff descreveu o suposto episódio: "Entramos naquele quarto sozinhos, e Trump fechou a porta atrás de nós. Eu me virei, e em segundos ele estava me empurrando contra a parede e forçando sua língua na minha garganta... Fiquei atordoada. E fiquei grata quando o mordomo de longa data de Trump entrou no quarto um minuto depois, enquanto eu tentava me desvencilhar." Stoynoff se recompôs e conduziu a entrevista, após a qual ela disse que Trump repetidamente lhe disse: "Vamos ter um caso, estou te dizendo." Melania também foi entrevistada para aquele artigo.
Trump enviou um tweet em 13 de outubro de 2016, no qual disse que isso não aconteceu e questionou por que ela não mencionou o evento em seu artigo da People de 2005. Stoynoff respondeu que ficou irritada quando Trump negou ter agredido mulheres durante o debate presidencial e foi desencadeada pela divulgação da gravação do Access Hollywood no início de outubro. Até aquele momento, ela disse, tinha emoções conflitantes comuns entre vítimas de agressão, combinadas com constrangimento e confusão. J.D. Heyman, vice-editor da People, disse: "Foi desorientador para ela. Ela sentiu muita preocupação e angústia com isso. Depois, ela sentiu raiva."
No mesmo dia, o advogado de Melania exigiu um pedido de desculpas da revista People, afirmando que Melania não disse algumas ou todas as coisas citadas no artigo da People por Stoynoff, publicado em 12 de outubro de 2016; Melania negou especificamente a alegação de Stoynoff de que elas se encontraram na Fifth Avenue após a publicação do artigo. Em uma entrevista com Anderson Cooper, transmitida em 17 de outubro na CNN, Melania novamente negou ter cruzado com Stoynoff na Fifth Avenue, conforme afirmado no artigo de Stoynoff. No dia seguinte, a People publicou o relato de Liza Herz. Herz disse que testemunhou o encontro na calçada entre Stoynoff e Melania Trump; o relato de Herz corroborou o de Stoynoff. Em 18 de outubro, a People apresentou seis testemunhas corroborantes que disseram que Stoynoff havia relatado o incidente a elas na época em que ocorreu. As seis testemunhas eram: "dois editores da People, Mary Green e Liz McNeil; um professor de jornalismo, Paul McLaughlin; um colega de trabalho; e dois amigos pessoais da Sra. Stoynoff".
O ex-mordomo de Trump no resort Mar-a-Lago na Flórida, Anthony Senecal, foi questionado sobre o incidente de 2005 no qual Stoynoff alegou que o mordomo havia "entrado de repente" enquanto ela estava sendo imobilizada por Trump; Senecal negou que isso tenha acontecido, afirmando que, como mordomo, "eu não entro de repente. Eu bato, depois entro, geralmente após alguém dizer 'entre'", alegando ainda que "quando entrei, não havia nada de estranho sobre onde ela estava". Segundo Senecal, o suposto incidente ocorreu em uma antiga sala de massagem com janelas ao redor, o que a tornava inadequada para apalpar alguém, pois não havia privacidade.

### Juliet Huddy (2005 ou 2006)
No início de dezembro de 2017, a repórter Juliet Huddy afirmou que Trump a beijou nos lábios enquanto estavam em um elevador na Trump Tower com o segurança de Trump em 2005 ou 2006. Sobre o incidente, Huddy disse: "Fiquei surpresa que ele foi direto para os lábios. Mas não me senti ameaçada... Tudo bem, foi um momento estranho. Ele nunca tentou nada depois disso, e eu nunca fiquei sozinha com ele."

### Jessica Drake (2006)
Em 22 de outubro de 2016, Jessica Drake e a advogada Gloria Allred realizaram uma coletiva de imprensa na qual Drake acusou Trump de tê-la agredido sexualmente ao abraçá-la com força e beijá-la, juntamente com duas conhecidas, quase dez anos antes. Drake, uma atriz de filmes adultos e defensora da educação sexual, disse que conheceu Trump no estande de sua empresa durante um torneio de golfe beneficente em Lake Tahoe em 2006. Drake alega que foi convidada para se encontrar com Trump, que era casado na época, em sua suíte de hotel; ela se sentiu "desconfortável em ir sozinha" e levou duas amigas. Descrevendo o encontro com Trump, Drake relatou que "Ele nos agarrou com força, em um abraço, e beijou cada uma de nós sem pedir permissão." Drake disse que ela e suas amigas deixaram a suíte após 30-45 minutos. Pouco depois, Drake afirma que recebeu ligações de Trump ou de seu associado, pedindo que ela se juntasse a ele em sua suíte por US$ 10.000, e oferecendo levá-la em seu jato de volta a Los Angeles. Ela disse que recusou as ofertas.
Durante a coletiva de imprensa, Drake disse: "Não estou buscando compensação financeira. Não preciso de fama adicional... Entendo que posso ser chamada de mentirosa ou oportunista, mas estou disposta a correr esse risco para me solidarizar com mulheres que compartilham relatos semelhantes." Durante a coletiva, Gloria Allred exibiu uma foto mostrando Trump e Drake juntos na época.
Em resposta às alegações de Drake, a campanha de Trump afirmou que sua história é "falsa e ridícula", que "[a foto] é uma das milhares tiradas por respeito a pessoas que pediram para tirar uma foto com o Sr. Trump", mas que Trump não a conhecia e "não teria interesse em conhecê-la", e que a história era "apenas mais uma tentativa da campanha de Clinton para difamar um candidato". Donald Trump pareceu minimizar a importância da acusação devido à profissão de Drake, dizendo: "Oh, tenho certeza de que ela nunca foi agarrada antes."

### Ninni Laaksonen (2006)
Em 27 de outubro de 2016, um tabloide finlandês local, Ilta-Sanomat, relatou uma alegação de Ninni Laaksonen, Miss Finlândia 2006. Laaksonen apareceu com Trump no Late Show with David Letterman em 26 de julho de 2006. Laaksonen alega que, antes de entrarem no ar, Trump agarrou suas nádegas. Como Laaksonen descreve a interação: "Ele realmente agarrou minha bunda. Não acho que alguém viu, mas eu me encolhi e pensei: 'O que está acontecendo?'" Alguém disse a Laaksonen mais tarde que Trump gostou dela porque ela parecia com sua esposa, Melania, quando mais jovem.
Laaksonen revelou seu relato ao tabloide finlandês local, Ilta-Sanomat, que a contatou sobre o nível de profissionalismo de Donald Trump no trato com seus funcionários no concurso Miss Universo. A história foi publicada em 27 de outubro de 2016.

### Cassandra Searles (2013)
Em outubro de 2016, a Rolling Stone e a NPR relataram que Trump apalpou Cassandra Searles, Miss Washington USA de 2013, sem seu consentimento durante o concurso Miss USA daquele ano. Em junho de 2016, Searles escreveu que Trump a convidou para seu quarto de hotel. O Yahoo! News publicou um artigo em junho de 2016 afirmando que Searles fez postagens no Facebook que acusavam Trump de fazer avanços indesejados. Ela disse que ele "continuamente" apalpava suas nádegas e a convidou para ir "ao seu quarto de hotel". Searles também afirmou que Trump "nos tratou como gado". Trump e sua campanha não responderam especificamente às alegações de Searles.

## Alegações de festas sexuais com menores
Em 25 de outubro de 2016, dois homens fizeram alegações afirmando que Trump participou de festas sexuais com menores de até 15 anos, induzidas com promessas de avanço na carreira. Também foi alegado que drogas ilícitas foram fornecidas às menores.
Um dos homens foi identificado como o modelo e ator Andy Lucchesi, enquanto o outro era um fotógrafo de moda que falou sob condição de anonimato. Ambos afirmam ter sido conhecidos de Trump durante aquela década, que um deles descreveu como seus "dias de Trump".
Lucchesi, por sua vez, afirmou que viu Trump se envolver em atividades sexuais com as meninas, mas não testemunhou ele consumindo drogas ilícitas. Sobre a idade das meninas, Lucchesi disse que nunca perguntou especificamente sobre suas idades, apenas comentando sobre as participantes: "muitas meninas, [com] 14 anos, pareciam ter 24."

## Visitas aos camarins de concursos
Trump foi proprietário da franquia Miss Universo, que inclui Miss USA e Miss Teen USA, de 1996 a 2015. Em uma entrevista com Howard Stern em 2005, ele disse que tinha o hábito de entrar nos camarins das candidatas sem aviso enquanto as mulheres estavam despidas:
Vou aos bastidores antes de um show, e todos estão se vestindo e se preparando e tudo mais... Sabe, não há homens por perto. E eu tenho permissão para entrar porque sou o dono do concurso. E, portanto, estou inspecionando. 'Está tudo bem?' Sabe, elas estão lá sem roupas. E você vê essas mulheres incríveis. E assim, eu meio que saio impune de coisas assim. Mas não, eu fui muito bom.
Na entrevista, Trump recusou-se a dizer se havia dormido com alguma das candidatas, dizendo: "Poderia ser um conflito de interesses". Stern então imitou uma candidata estrangeira ("Sr. Trump, no meu país, dizemos olá com a vagina"), e Trump respondeu brincando: "Bem, você também poderia dizer, como dono do concurso, é sua obrigação fazer isso."

### Candidatas do Miss Teen USA (1997)
Mariah Billado, Miss Vermont Teen USA, é uma das cinco mulheres que mencionaram um incidente de visita ao camarim em 1997. Billado disse sobre a visita: "Lembro-me de colocar meu vestido rapidamente, porque pensei, 'Meu Deus, há um homem aqui.' Trump, ela lembrou, disse algo como, 'Não se preocupem, senhoritas, já vi tudo antes.'" Billado lembrou-se de conversar com Ivanka, filha de Trump, que respondeu: "Sim, ele faz isso." Victoria Hughes, Miss New Mexico Teen USA, também disse que Trump fez uma visita ao camarim, e que a concorrente mais jovem presente tinha 15 anos. O camarim tinha 51 concorrentes, cada uma com sua própria estação. Onze meninas disseram que não viram Trump entrar no camarim, embora algumas tenham dito que era possível que ele tivesse entrado enquanto elas estavam em outro lugar ou que não notaram.
A campanha de Trump afirmou que as alegações de sua entrada no camarim "não têm mérito e já foram desmentidas por muitos outros indivíduos que estavam presentes".

### Bridget Sullivan (2000)
Em 2000, Bridget Sullivan era Miss New Hampshire USA. Enquanto se preparava para uma transmissão de televisão, Trump supostamente entrou no camarim. Ela disse ao BuzzFeed que ele veio desejar boa sorte às candidatas, mas elas "estavam todas nuas". Algumas candidatas naquela noite não se lembram dele entrando enquanto se preparavam, e outras mencionaram que não tiveram experiências negativas com Trump. Um porta-voz de Trump disse que as alegações de Sullivan eram "totalmente falsas".

### Tasha Dixon (2001)
Tasha Dixon, Miss Arizona USA 2001, disse a uma afiliada da CBS em Los Angeles que, em 2001, "[Trump] simplesmente entrou andando. Não houve tempo para colocar um roupão ou qualquer tipo de roupa. Algumas meninas estavam sem blusa, outras estavam nuas." Ela disse que ser pega desprevenida em uma situação com pouca ou nenhuma roupa as colocava em uma "posição fisicamente muito vulnerável, e depois ter a pressão das pessoas que trabalham para ele nos dizendo para ir bajulá-lo, ir até ele, falar com ele..." Outra concorrente, Miss California USA 2009 Carrie Prejean Boller, disse à mesma afiliada da CBS que era errado pintar Trump dessa forma. A resposta de Trump, fornecida pela porta-voz Jessica Ditto, é que: "Essas acusações não têm mérito e já foram desmentidas por muitos outros indivíduos que estavam presentes," e Ditto acrescentou que acredita que há uma motivação política por trás da acusação.

### Candidatas não identificadas (2001)
Uma candidata não identificada do Miss USA disse que, em 2001, Trump entrou no camarim sem aviso enquanto ela e outra candidata estavam despidas. Ela disse ao The Guardian que Trump "simplesmente entrou, não disse nada, ficou lá e nos encarou... Ele não entrou dizendo, 'Nossa, me desculpe, estava procurando alguém.' Ele entrou, ficou parado e encarou. Ele fez isso porque sabia que podia." Outra candidata disse ao The Guardian que a candidata havia falado com outras pessoas sobre esse evento na época.

### Samantha Holvey (2006)
Em 14 de outubro de 2016, Samantha Carol Holvey, Miss North Carolina USA 2006, relatou que "o comportamento de Trump era 'assustador' com as mulheres participantes, mas ele nunca fez avanços em relação a ela." Ela também disse que, antes dos eventos do concurso, Trump "entrou em áreas onde ela e outras candidatas estavam se preparando", e que ela "nunca esteve perto de homens que agiam assim".
Mais de um ano após Trump ser eleito presidente, e após muitos homens de alto perfil, como Harvey Weinstein, terem perdido seus empregos devido a alegações de assédio sexual, Holvey escreveu: "Você não pode trabalhar em Hollywood se for um predador sexual, mas pode se tornar o comandante-em-chefe?" Ela então relatou como Trump a fez sentir muito desconfortável no concurso Miss USA de 2006: "Ele me olhou como se eu fosse um pedaço de carne. Fiquei chocada e enojada. Nunca me senti tão objetificada. Saí do encontro esperando que esse seria meu único e último encontro com ele." Ela também descreveu como ele entrou nos bastidores sem aviso, acompanhado de Melania Trump: "Fiquei chocada — novamente — com essa violação do nosso espaço pessoal. O que ele estava fazendo, entrando nos bastidores quando ainda estávamos nos vestindo?"

## Outros incidentes
Em 1992, Trump apareceu no programa da NBC News, A Closer Look, apresentado por Faith Daniels. Durante o programa, Daniels disse que Trump (divorciado na época) concordou em participar porque: "Você me beijou nos lábios na frente dos paparazzi, e eu disse, 'Isso vai te custar. Vou te escalar para o programa.'" Trump respondeu que o beijo foi "tão aberto e gentil", e que achava que o marido de Daniels "estava de costas na época".
Em uma entrevista de 1998 com Chris Matthews [en], dois anos antes de sua campanha presidencial de 2000 [en], Trump disse que seu histórico com mulheres poderia ser um problema em uma futura campanha presidencial, dizendo: "Você consegue imaginar o quão controverso eu seria?... Pense em (Bill Clinton) com as mulheres. Que tal eu com as mulheres? Consegue imaginar?"
A CNN publicou um vídeo em 2016 descrevendo vários comentários sexualmente sugestivos que Trump fez publicamente sobre sua filha Ivanka.
O principal estrategista de Trump, Steve Bannon, disse que o advogado de Trump, "Marc Kasowitz, 'cuidou' de 100 mulheres durante a campanha presidencial [de 2016]".

### Relacionamento com Jeffrey Epstein
Um processo federal arquivado na Califórnia em abril de 2016 contra Trump e Jeffrey Epstein por uma mulher da Califórnia alegou que os dois homens a agrediram sexualmente em uma série de festas na residência de Epstein em Manhattan em 1994, quando ela tinha 13 anos. O processo foi arquivado por um juiz federal em maio de 2016 porque não apresentava reivindicações válidas sob a lei federal. A mulher apresentou outro processo federal em Nova York em junho de 2016, mas ele foi retirado três meses depois, aparentemente sem ter sido notificado aos réus. Um terceiro processo federal foi arquivado em Nova York em setembro de 2016.
Os dois últimos processos incluíam declarações juramentadas de uma testemunha anônima que atestava as acusações nos processos, afirmando que Epstein a contratou para recrutar meninas menores de idade para ele, e uma pessoa anônima que declarou que a demandante havia contado a ele/ela sobre as agressões na época em que ocorreram. A demandante, que entrou com o processo anonimamente como Jane Doe, estava programada para aparecer em uma coletiva de imprensa em Los Angeles seis dias antes da eleição de 2016, mas cancelou abruptamente o evento; sua advogada Lisa Bloom afirmou que a mulher havia recebido ameaças. O processo foi abandonado em 4 de novembro de 2016. O advogado de Trump, Alan Garten, negou as alegações, enquanto Epstein recusou-se a comentar.
Trump convidou a NBC News para filmar uma festa que ele organizou para si mesmo e Epstein em Mar-a-Lago, onde se juntaram a várias líderes de torcida da NFL; o incidente do beijo ocorreu lá. A NBC News revelou imagens da festa em julho de 2019, mostrando Trump, Epstein e as líderes de torcida. Em um momento do vídeo, Trump agarrou uma mulher pela cintura, puxou-a contra seu corpo e deu um tapinha em suas nádegas. Em outro momento, Trump parece dizer a Epstein: "Olhe para ela, lá atrás... Ela é gostosa." Um artigo de 2002 na revista New York citou Trump falando sobre Epstein: "Conheço Jeff há quinze anos. Cara incrível. É muito divertido estar com ele. Dizem até que ele gosta de mulheres bonitas tanto quanto eu, e muitas delas são mais jovens. Sem dúvida, Jeffrey aproveita sua vida social." Em uma gravação de 2017, Epstein afirmou que era "o amigo mais próximo de Donald por dez anos."
De acordo com um post publicado por Elon Musk em 6 de junho de 2025, Trump apareceu nos arquivos relacionados a Jeffrey Epstein. Ele afirmou que essa era a verdadeira razão pela qual os arquivos não foram tornados públicos.

## Reações

### Comparações com outros comportamentos
Shaun R. Harper, diretor executivo do Centro de Educação de Pós-Graduação da Penn, afirmou que "muitos homens falam como Donald Trump"; objetificando mulheres e dizendo coisas ofensivas sobre elas. Ele coloca Trump em uma classe de homens cujo comportamento às vezes inclui agressão sexual e degradação de mulheres. A The Economist traçou paralelos semelhantes, apontando para pesquisas que indicam que objetificar mulheres pode aumentar a probabilidade de agressão sexual. A NPR relatou que Trump exibiu comportamento questionável no tratamento de mulheres por algum tempo, usando linguagem ofensiva para descrever mulheres, incluindo Megyn Kelly, Rosie O'Donnell e a ex-Miss Universo Alicia Machado. Arwa Mahdawi, do The Guardian, chamou suas declarações passadas de uma "aula magna em cultura do estupro", apontando para declarações como "26.000 agressões sexuais não relatadas nas forças armadas — apenas 238 condenações. O que esses gênios esperavam ao colocar homens e mulheres juntos?" e "mulheres, você tem que tratá-las como lixo." Em 13 de outubro de 2016, uma transcrição de uma entrevista de 1994 no Primetime Live foi descoberta, onde Trump afirma: "Eu digo aos amigos que tratam suas esposas magnificamente, são tratados como lixo em troca, 'Seja mais duro e você verá uma relação diferente.'"

### Autoavaliação de Trump
Trump apresentou-se como um mártir político diante dessas acusações. Ele declarou que "isto é uma conspiração contra vocês, o povo americano", dizendo que "o establishment de Washington e as corporações financeiras e midiáticas que o financiam existem por uma única razão: proteger e enriquecer a si mesmos" e que "a máquina de Clinton está no centro dessa estrutura de poder." Em seu próximo discurso, ele disse que os repórteres do The New York Times são "lobistas corporativos" do acionista minoritário Carlos Slim e de Hillary Clinton, sugerindo que a motivação de Slim é que ele "vem do México". Trump também sugeriu que as acusadoras podem ter sido motivadas por fama ou dinheiro. Ele então questionou por que o presidente Barack Obama ainda não havia sido acusado e negou a alegação de Jessica Leeds dizendo que "ela não seria minha primeira escolha".
No terceiro debate presidencial de 2016, Trump repetiu suas alegações: "Acho que elas querem fama ou a campanha dela fez isso, e acho que foi a campanha dela." Em um discurso em Gettysburg delineando sua visão para os primeiros 100 dias [en], ele repetiu suas negações e afirmou que "todos esses mentirosos serão processados após o fim da eleição". Até 2017, no entanto, Trump não havia entrado com ações contra nenhuma de suas acusadoras.

### Família Trump
Melania Trump respondeu às acusações alegando que as acusadoras de Trump estavam mentindo. Melania insistiu que seu marido é um "cavalheiro" e afirmou que ele se tornou vítima de uma conspiração envolvendo a mídia e a campanha de Clinton. Melania também defende que é importante verificar o passado dessas mulheres antes de confiar nelas, pois as acusações podem ser uma estratégia do partido de oposição para difamar o presidente.
Ivanka Trump disse que ficou chocada com as fitas vulgares de Access Hollywood de seu pai em 2005. Donald Trump Jr. descreveu os comentários de 2005 como "um fato da vida", e Eric Trump descartou todas as alegações de agressão como "truques sujos" da campanha de Clinton.

### Campanha de Trump
As alegações de Leeds e Crooks, publicadas pelo The New York Times em 13 de outubro, foram contestadas pela campanha de Trump como sendo sem "mérito ou veracidade". A campanha alegou que o Times tinha uma vendeta contra Trump. O Los Angeles Times afirmou que verificou as histórias com amigos e familiares das acusadoras para garantir que as histórias haviam sido relatadas a eles anteriormente. A campanha de Trump emitiu esta declaração por meio de seu porta-voz Jason Miller:
Este artigo inteiro é ficção, e o The New York Times lançar um assassinato de caráter completamente falso e coordenado contra o Sr. Trump sobre um tema como este é perigoso. Voltar décadas para tentar difamar o Sr. Trump trivializa a agressão sexual e estabelece um novo patamar baixo para onde a mídia está disposta a ir em seus esforços para determinar esta eleição. É absurdo pensar que um dos líderes empresariais mais reconhecíveis do planeta, com um forte histórico de capacitação de mulheres em suas empresas, faria as coisas alegadas nesta história, e que isso só se tornasse público décadas depois, no último mês de uma campanha para presidente, diz tudo. Além disso, a história do Times enterra a atividade financeira e de mídia social pró-Clinton em nome da candidatura de Hillary Clinton, reforçando que isso não é nada além de um ataque político. Este é um dia triste para o Times.
A equipe da campanha de Trump também afirmou que as acusações de Stoynoff e McGillivray eram sem mérito.

### Advogados de Trump
Os advogados de Trump exigiram a retratação do artigo do Times e um pedido de desculpas pelo que chamaram de "artigo difamatório"—difamação destinada a destruir a candidatura de Trump à presidência. David McCraw, conselheiro geral assistente do Times, respondeu em 13 de outubro de 2016 às alegações de difamação do advogado de Trump. Ele disse que a reputação de Trump já está prejudicada e "não poderia ser mais afetada" devido às suas próprias declarações, como as feitas no programa de Howard Stern. McCraw continua, "teria sido um desserviço não apenas para nossos leitores, mas para a própria democracia, silenciar [as vozes das acusadoras]." Em resposta ao pedido de retratação da história, McCraw disse, "Nós recusamos a fazê-lo" e que Trump estava livre para prosseguir com a questão no tribunal.
O advogado de Trump, Michael D. Cohen, defendeu Trump dizendo que as acusadoras não são mulheres que Trump acharia atraentes.

### Administração Trump
Em outubro de 2017, a secretária de imprensa da Casa Branca Sarah Huckabee Sanders foi questionada se "a posição oficial da Casa Branca é que todas essas mulheres estão mentindo", em referência às alegações de assédio sexual contra Trump por pelo menos 16 mulheres. Sanders respondeu, "Sim, fomos claros sobre isso desde o início, e o presidente já falou sobre isso". Em novembro de 2017, Trump criticou o senador Al Franken após alegações de má conduta sexual contra Franken. Isso levou Sanders a descrever "uma distinção muito clara" entre as alegações contra Trump e Franken: "Franken admitiu a má conduta e o presidente não".
Em dezembro de 2017, após várias acusadoras de Trump pedirem que ele renunciasse, Sanders disse, "o presidente abordou essas acusações diretamente e negou todas essas alegações, [que] ocorreram muito antes de ele ser eleito." Como os americanos elegeram Trump para o cargo "em uma eleição decisiva", Sanders disse, "sentimos que essas alegações foram respondidas por meio desse processo".

### #WhyWomenDontReport
A hashtag #WhyWomenDontReport começou a ser tendência no Twitter em resposta às declarações da campanha de Trump de que as acusadoras carecem de credibilidade. Muitos comentaristas contestaram a afirmação de que o momento das alegações durante a campanha presidencial tem relação com a probabilidade dos eventos. As razões dadas para a relutância das mulheres em denunciar imediatamente uma agressão sexual incluíram medo de represálias, medo de que ninguém acredite nelas, a baixa probabilidade de obter justiça contra o agressor e a experiência traumática de ter que ser lembrada do evento. Liz Plank disse que as acusadoras de Trump estavam enfrentando todos esses fatores desde que vieram a público. Por outro lado, a advogada de direitos civis Debra Katz, e outros, disseram que casos de alto perfil tendem a encorajar as vítimas a falarem, mesmo anos depois.
Tom Tremblay, especialista policial em agressão sexual, disse: "As vítimas podem esperar dias, semanas, meses, anos, décadas. [...] Quando uma vítima se apresenta, não é nada incomum ver outras vítimas se apresentarem, que estão pensando, 'Bem, elas se apresentaram; agora não é só a minha palavra.'"
Susan Dominus, escrevendo para a The New York Times Magazine, expressou esperança de que a reação contra Trump levasse mais pessoas a acreditarem nas histórias das mulheres no futuro.

### Alegações de difamação
A editora de opinião online do The Washington Times e colaboradora da Fox News, Monica Crowley [en], disse em outubro de 2016 que as acusações pareciam um "ataque político clássico" contra Trump. A co-apresentadora do Fox and Friends, Ainsley Earhardt, disse que as alegações eram "definitivamente coordenadas" e questionou por que a mídia deu mais cobertura às alegações do que aos Podesta emails [en].
O apresentador da MSNBC Joe Scarborough disse que não era cético em relação às histórias, mas "acho bom ser cético quando você tem histórias de 30 anos que surgem dias antes de uma eleição." O analista de mídia da Fox News Howard Kurtz escreveu em uma coluna que era "possível achar as alegações preocupantes enquanto também questionava seu momento e se não é por acaso que as mulheres estão quebrando o silêncio um mês antes da eleição."

### Discurso de Michelle Obama
No dia seguinte à publicação das alegações pelo The New York Times, a primeira-dama Michelle Obama fez um discurso amplamente elogiado sobre as experiências das mulheres com sexismo e comportamento sexualmente predatório. Chris Cillizza, do The Washington Post, disse que o discurso "ficará marcado como um dos mais importantes deste ciclo político, um momento em que ela cristalizou os sentimentos de muitas mulheres após a fita de Trump".

Michelle Obama planejava fazer seu discurso de campanha habitual, mas disse durante seu discurso que teria sido "desonesto e desleal" fazê-lo, pois se sentiu compelida a abordar as declarações de Trump sobre as mulheres. O discurso foi "uma mensagem que ela vinha buscando transmitir há muito tempo sobre a linguagem cruel de Donald Trump em relação às mulheres". Em seu discurso, Obama denunciou a fita de Trump e as supostas investidas de Trump: "Este foi um indivíduo poderoso falando livremente e abertamente sobre comportamento sexualmente predatório, e na verdade se gabando de beijar e apalpar mulheres... E para piorar, agora parece muito claro que este não é um incidente isolado." Seu discurso abordou o histórico de comportamento semelhante e os obstáculos que isso coloca na vida das mulheres, sua voz ocasionalmente tremendo de emoção:
É aquele sentimento de terror e violação que muitas mulheres sentiram quando alguém as agarrou, ou se forçou sobre elas e elas disseram não, mas ele não ouviu — algo que sabemos que acontece em campi universitários e em inúmeros outros lugares todos os dias. Isso nos lembra de histórias que ouvimos de nossas mães e avós sobre como, em sua época, o chefe podia dizer e fazer o que quisesse com as mulheres no escritório, e mesmo que elas trabalhassem tanto, superassem todos os obstáculos para provar seu valor, nunca era suficiente.

### Resposta pública
Uma pesquisa conduzida pela YouGov em outubro de 2016 descobriu que 43 por cento dos entrevistados consideraram as alegações críveis. Os republicanos foram os menos propensos a considerar as alegações críveis, com apenas 19 por cento dos republicanos achando que uma agressão sexual desqualificaria Trump da presidência. Um ano após a eleição, e após as alegações de abuso sexual de Harvey Weinstein e o subsequente movimento Me Too, 86 por cento dos eleitores de Clinton consideraram as alegações críveis, enquanto apenas 6 por cento dos eleitores de Trump o fizeram.

### Outras reações
Em junho de 2020, o Michigan Journal of Gender & Law pediu uma investigação governamental sobre a má conduta sexual de Trump, argumentando que os litígios civis existentes e as reportagens da mídia não abordaram adequadamente a má conduta sexual de Trump.
Em 2021, Andrew Prokop argumentou em um artigo para a Vox que Trump calculou que seu apelo populista e culto à personalidade tornariam as elites do Partido Republicano relutantes em confrontá-lo, permitindo que ele superasse as alegações. Prokop também sugeriu que o Partido Republicano estava menos inclinado a demonstrar que leva a sério as alegações de má conduta sexual.